# Chùa Hội Sơn
Chùa Hội Sơn được thành lập Từ đầu thế kỷ XVII đến nửa thế kỷ XXI là một ngôi chùa cổ tọa lạc tại Thành phố Hồ Chí Minh, số 1A1, đường Nguyễn Xiển, Phường Long Bình, Quận 9 (nay là Thành phố Thủ Đức), đây là một trong những ngôi chùa có lịch sử lâu đời nhất tại Thành phố Hồ Chí Minh, ngôi chùa này có tuổi lên đến 300 năm. Vào tháng 7 năm 2012, đã xảy ra sự cố đáng tiếc, ngôi chùa cổ này đã bị hỏa hoạn và cháy rụi.

## Lịch sử
Chùa Hội sơn tọa lạc trên ngọn đồi cao 15 m so với mặt biển, do Thiền sư Khánh Long xây dựng vào thế kỷ 17. Trong chùa còn lưu giữ nhiều cổ vật quý hiếm như: hoành phi của vua Khải Định tặng, bài vị, bàn thờ, tượng cổ... Năm 1993, chùa được xếp hạng Di tích kiến trúc nghệ thuật quốc gia, nó đã được công nhận di tích kiến trúc nghệ thuật quốc gia vào năm 1993.

## Hỏa hoạn
Vào lúc 21h30 đêm 17 tháng 7 năm 2012, chùa bị mất điện. Gần một tiếng sau thì nghe nhiều người báo ngôi chánh điện phát hỏa, do chùa nằm trên đồi cao, lại mất điện nên việc chữa cháy tại chỗ khó khăn. Toàn bộ chánh điện rộng hơn 300 m2 bằng gỗ bị lửa nhanh chóng lan trên diện rộng. Cảnh sát chữa cháy dập tắt ngọn lửa, tuy không có thiệt hại về người, nhưng toàn bộ ngôi chánh điện bị đổ, hơn 30 tượng phật lâu đời, 15 bàn thờ, hàng trăm bộ kinh kệ, hòm tiền công đức, nhiều vật dụng thờ cúng... bị thiêu rụi, chuông bằng đồng bị cháy vỡ đôi. Kinh kệ trong chánh điện bị thiêu rụi toàn bộ. tượng phật bi thiêu rụi thành than, các bức tượng trong chùa chủ yếu bằng gỗ, chỉ số ít bằng đá nên dễ dàng bị thiêu rụi. Nhiều tượng phật gỗ hàng trăm tuổi, chuông đồng, kinh kệ... trong chánh điện bị tiêu hủy.